# Euplana carolinensis
Euplana carolinensis is een platworm (Platyhelminthes). De worm is tweeslachtig. De soort leeft in het zoute water.
Het geslacht Euplana, waarin de platworm wordt geplaatst, wordt tot de familie Euplanidae gerekend. De wetenschappelijke naam van de soort werd voor het eerst geldig gepubliceerd in 1940 door Hyman.